# Beatrix Hamburg
Beatrix Ann Hamburg (* 19. Oktober 1923 in Jacksonville, Vereinigte Staaten; † 15. April 2018 in Washington, D.C., Vereinigte Staaten) war eine US-amerikanische Psychiaterin und Hochschullehrerin. Sie war die erste sich als schwarz identifizierende Frau, die das Vassar College besuchte, und die erste afroamerikanische Absolventin der Yale School of Medicine. Sie war Professorin an den medizinischen Fakultäten der Stanford University, der Harvard University, der Icahn School of Medicine at Mount Sinai und am Weill Cornell Medical College. Sie war eine international renommierte Forscherin, Aktivistin und politische Entscheidungsträgerin auf dem Gebiet der Jugendpsychiatrie, der psychischen Gesundheit und der Gewaltprävention.

## Leben und Werk

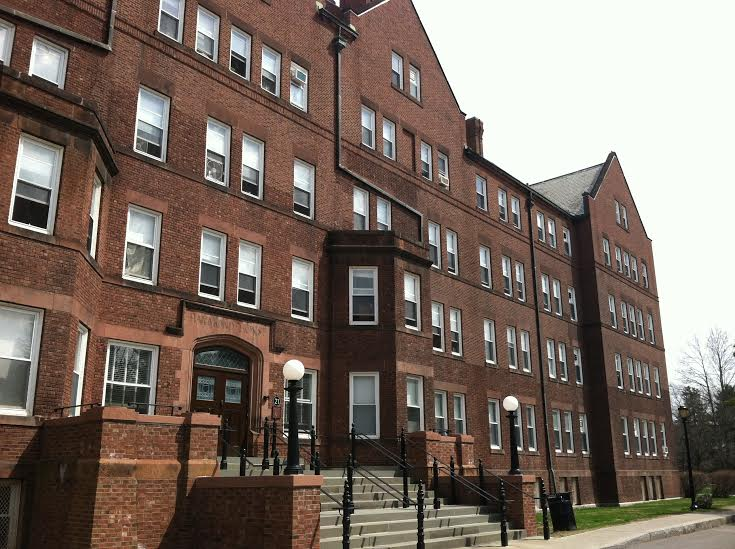
Raymond House-Wohnheim, Vassar College, 2013

Hamburg war die Tochter des Chirurgen Francis Minor und einer Sozialarbeiterin und wuchs nach dem Tod ihres Vaters in Long Island auf. Sie studierte ab 1940 am Vassar College, wo sie als hellhäutige Frau als erste afroamerikanische Studentin im Raymond House wohnte. Sie erwarb dort ihren Bachelor-Abschluss und studierte danach an der Yale University School of Medicine, wo sie 1948 ihren späteren Ehemann David A. Hamburg kennenlernte. Im selben Jahr schloss sie ihr Medizinstudium mit einem MD ab und arbeitete anschließend sechs Jahrzehnte lang an der Weiterentwicklung der Jugendpsychiatrie.
Sie und ihr Ehemann schlugen parallele Karrierewege im Bereich der psychischen Gesundheit ein. Gemeinsam untersuchten sie menschliche Bewältigungsprozesse unter schwerem Stress, von körperlichem Stress bis hin zu psychischen Erkrankungen, schwerer Depression, Armut und Krieg. Gemeinsam verfassten sie das Buch Learning to Live Together: Preventing Hatred and Violence in Child and Adolescent Development.
Als Leiterin der Kinderpsychiatrie an der Stanford University entwickelte sie das Konzept der Peer-Beratung und setzte ihre Arbeit an der Icahn School of Medicine at Mount Sinai und der Cornell University fort.
Sie hat an vielen Studien teilgenommen, die vom Institute of Medicine, dem National Research Council und anderen Organisationen gefördert wurden. Als medizinische Forscherin ist sie vor allem für ihre Studien zur frühen Adoleszenz, ihre Pionierarbeit im Bereich der Peer-Beratung und ihre Studien zu diabetischen Kindern und Jugendlichen bekannt.
Von 1985 bis 1990 war sie Vorsitzende des Panel on the Health Status and Demography of Black Americans, das Ungleichheiten beim Zugang zur Gesundheitsversorgung sowie bei Beschäftigungsmöglichkeiten in der Gesundheitsbranche dokumentierte. Sie war außerdem stellvertretende Vorsitzende des Konsensberichts Reducing Risks for Mental Disorders: Frontiers for Preventive Intervention Research und war über 10 Jahre lang Mitglied des Board on Neuroscience and Behavioral Health. Von 1987 bis 1991 war sie Mitglied des American Association for the Advancement of Science (AAAS)-Vorstands. Sie war Mitglied der Royal Society of Medicine sowie des Institute of Medicine.
Sie war geschäftsführende Direktorin der President's Commission on Mental Health unter Präsident Jimmy Carter und von 1992 bis 1998 Präsidentin der William T. Grant Foundation, einer philanthropischen Organisation, die sich der Erforschung von Kinderthemen widmet.
Sie starb 2018 im Alter von 94 Jahren in Washington, D.C.
Ihre Tochter Margaret Hamburg war von 2009 bis 2015 Kommissarin der US-amerikanischen Food and Drug Administration.

## Ehrungen
- 1979: Mitglied der National Academy of Medicine
- 1995: Fellow der AAAS
- 2007: Sarnat-Preis (mit David A. Hamburg)
- 2012: Foremother Award, National Center for Health Research[7]
- 2015: Pardes Humanitarian Prize in Mental Health[8]
- An der Yale School of Medicine wurde die Beatrix A. McCleary Hamburg, MD-Dozentur eingerichtet
- Der David and Beatrix Hamburg Award für Fortschritte in der biomedizinischen Forschung und klinischen Medizin wird jährlich von der National Academy of Medicine verliehen

## Veröffentlichungen (Auswahl)
- mit David A. Hamburg: Learning to Live Together. Preventing Hatred and Violence in Child and Adolescent Development. Oxford University Press, 2004, ISBN 978-0-19-515779-6.
- mit Jane B. Lancaster: School-age pregnancy and parenthood : biosocial dimensions. New York: Aldine-De Gruyter Pub. Co, 1986,  ISBN 0-202-30321-7.
- Children and families in a changing world: challenges and opportunities. Austin, TX: Hogg Foundation for Mental Health, 1994.
- mit Kirk R. Williams, Delbert S. Elliot: Violence in American schools: a new perspective. Cambridge: Cambridge University Press, 1999,  ISBN 0-521-64418-6.
- Life skills training: preventive interventions for young adolescents. Washington, DC: Carnegie Council on Adolescent Development, Life Skills Training Working Group, 1990.